# Rajnandgaon
Rajnandgaon là một thành phố và là nơi đặt hội đồng thành phố (municipal corporation) của quận Rajnandgaon thuộc bang Chhattisgarh, Ấn Độ.

## Nhân khẩu
Theo điều tra dân số năm 2001 của Ấn Độ, Rajnandgaon có dân số 143.727 người. Phái nam chiếm 51% tổng số dân và phái nữ chiếm 49%. Rajnandgaon có tỷ lệ 73% biết đọc biết viết, cao hơn tỷ lệ trung bình toàn quốc là 59,5%: tỷ lệ cho phái nam là 80%, và tỷ lệ cho phái nữ là 65%. Tại Rajnandgaon, 13% dân số nhỏ hơn 6 tuổi.